# یورگن رودل
یورگن رودل (انگلیسی: Jürgen Rödel؛ زادهٔ ۱۷ سپتامبر ۱۹۵۸) استاد دانشگاه، و پژوهشگر اهل آلمان و فعال در زمینه مواد معدنی غیر فلزی است.
وی همچنین برندهٔ جوایزی همچون جایزه هاینتس مایر لایبنیتس شده‌است.

## زندگی
او به ویژه به دلیل کارهای اساسی و پیشگامانه خود در مورد خصوصیات مکانیکی و عملکردی سرامیک بسیار شناخته شده‌است که شامل کار تحقیقاتی وی در مورد رفتار ساخت سرامیک و توسعه پیزو سرامیک بدون سرب است. تا آن زمان، مواد پیزو بدون سرب غیرممکن تلقی می‌شد. وی با تحقیق دقیق، اولین سیستمهای بدون سرب را یافت. در سال ۲۰۰۸ جایزه گوتفرید ویلهلم لایب نیتس، بالاترین جایزه محققان آلمانی را به دلیل مشارکت در زمینه ساخت سرامیک‌های کاربردی فروالکتریک، سرامیک پیزو الکتریک جدید سرب و مواد جدید شیب جدید دریافت کرد.